# Vergine della Valle (Venezuela)
Vergine della Valle (in spagnolo Virgen del Valle o Nuestra Señora del Valle) è il titolo attribuito alla Beata Vergine Maria nell'isola Margarita, in Venezuela, dove è venerata come patrona, e nella zona di Catamarca, in Argentina.

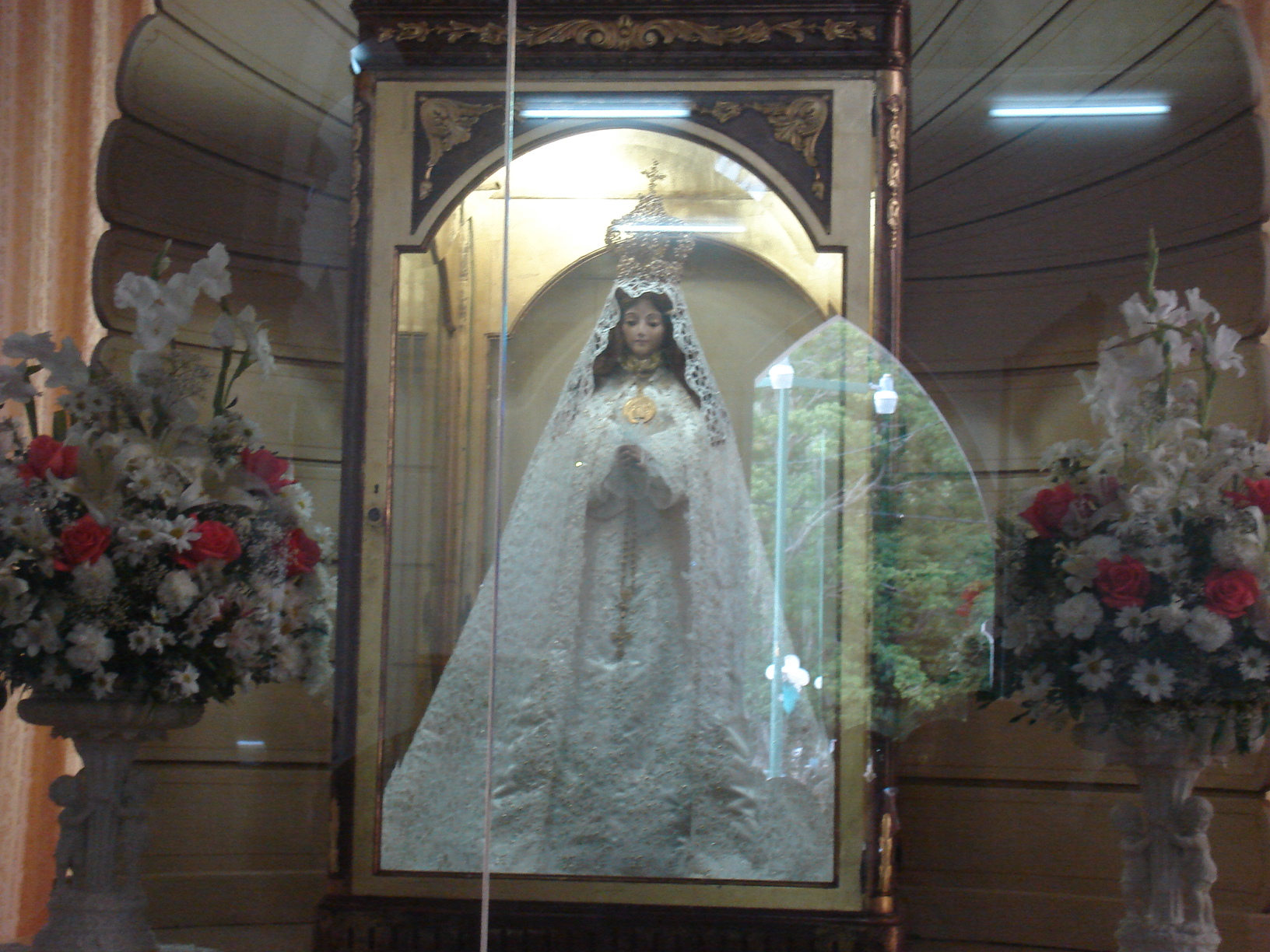
La statua della Vergine della Valle

## Storia
Gli Spagnoli stavano costruendo una chiesa in Nueva Cádiz, nell'isola di Cubagua, e necessitavano di arredarla con immagine sacre. Chiesero quindi alla madrepatria di inviare una statua dell'Immacolata Concezione. La città stava crescendo rapidamente sia dal punto di vista economico sia come abitanti grazie alla pesca delle perle. La statua arrivò con una nave nell'Isola di Cubagua nel 1530. Essa è probabilmente la prima immagine della Madonna nel Nuovo Mondo. Il 25 dicembre 1541, però, un uragano o forse un terremoto distrusse parte dell’isola, compresa la chiesa che conteneva la statua, che fu però completamente preservata.
A seguito del disastro, nel 1542 la statua fu traslata nell'Isola Margarita in località El Valle del Espíritu Santu, da cui la Madonna prese il nome.
Nel 1600 l'isola fu colpita da una grande siccità che durò molti anni e nel 1608, per invocare l'intervento divino, gli abitanti portarono la statua in processione fino alla città di La Asunción. Secondo la tradizione, quando la statua arrivò in città iniziò una forte pioggia che pose fine alla siccità.
L'8 settembre 1911 papa Pio X autorizzò il vescovo dell'arcidiocesi di Ciudad Bolívar (nella diocesi di Guayana nello stato venezuelano di Bolívar), perché procedesse all'incoronazione della Vergine della Valle. Il 5 settembre 1921 il Vescovo della diocesi di Guayana, Sixto Sosa, dichiarò patrona della diocesi la Vergine, che oggi è venerata in tutto l'Oriente venezuelano. Infine dal 16 marzo 1981 è anche patrona delle forze armate nazionali, oltre che dei marinai e dei pescatori. La devozione per la Vergine della popolazione di questa parte del Venezuela è molto sentita, e la Madonna è non a caso invocata con un diminutivo molto familiare: Vallita o Virgencita del Valle.
Il 10 novembre 2009 un gruppo di sei malavitosi rubò diversi oggetti preziosi dal tesoro della Vergine che si trovava nel museo diocesano Inseguiti, gettarono il bottino in mare. Il 27 maggio 2019 un gruppo di pescatori, che si trovava nel braccio di mare tra l'Isola Margarita e il continente, vide un oggetto brillante impigliato nella rete e gli uomini riconobbero la corona della Vergine della Valle rubata 10 anni prima.

### Il miracolo della perla
Una dei racconti tradizionali più conosciuti ricorda un pescatore di nome Domingo che, durante un'immersione per cercare le perle, fu ferito da una razza. L'infezione che ne seguì provocò una gangrena e portò il pescatore a rischiare di perdere le gambe. Sua moglie pregò la Vergine di salvare Domingo e miracolosamente fu esaudita. Ristabilitosi, l'uomo promise alla Madonna di offrirle in dono la prima perla che avrebbe pescato. Rimase stupito perché la perla trovata aveva la forma della sua gamba e il segno di una cicatrice. Oggi si può vedere questa perla nel museo del santuario.

## Santuario
Il santuario che ospita la statua della Vergine (Basílica menor de Nuestra Señora del Valle) si trova in località El Valle del Espíritu Santo ed è frutto di diversi ampliamenti successivi. Oggi si presenta come una chiesa in stile neogotico, con pianta a croce latina. Fu dichiarata basílica minore da papa Giovanni Paolo II nel 1995.

## Festività
La festività cade l'8 settembre, in coincidenza con la data della Natività della Vergine. In questa data è prevista una messa concelebrata dai vescovi dell'Oriente venezuelano e una processione della statua. Il 1º settembre la statua della Madonna viene prelevata dalla sua edicola e viene collocata su un podio, dove viene lasciata per l'adorazione dei fedeli fino a dicembre. Ogni giorno viene addobbata con ricchi vestiti donati dai fedeli.